# Ruth Weiss (Künstlerin)
Ruth Weiss (* 24. Juni 1928 in Berlin; † 31. Juli 2020 in Albion, Kalifornien) war eine amerikanische Dichterin, Autorin, Performancekünstlerin, Dramatikerin, Filmemacherin und Schauspielerin. Bekannt ist Ruth Weiss vor allem für ihre Jazz-Poetry-Performances.

## Leben
Ruth Weiss wurde in einer jüdischen Familie (ihre Eltern waren Oscar und Fani Weiss) geboren. 1933 kehrten ihre Eltern auf der Flucht vor den Nazis vorerst mit ihr von Berlin nach Wien zurück, wo sie die entscheidenden Kindheitsjahre im immer radikaler werdenden Klima des aufkommenden Nationalsozialismus erlebte. Ende 1938 konnte die Familie mit dem letzten Zug nach Holland und von dort in die USA emigrierten (ihre in Wien verbliebenen Verwandten wurden im Holocaust ermordet), zunächst nach New York, dann nach Chicago, wo sie sich 1949 niederließ und während einer Jam-Session erste (private) Lesungen mit Jazzmusik-Begleitung gab, wobei sie, wie sie in einem Interview äußerte, Bebop für ihre Lesungen bevorzugte. 1952 zog sie nach San Francisco.
Weiss trat ab Mitte der 1950er-Jahre im Umfeld der US-amerikanischen „beat poets“ auf. Legendär wurden ihre Jazz-Text-Performances 1956 auf der Bühne des Clubs „The Cellar“ in North Beach, San Francisco, wo Ruth Weiss als erste Poesie und Jazz miteinander verband. Der Club war von den mit ihr befreundeten Jazzmusikern Sonny Nelson, Jack Minger und Wil Carlton aus New Orleans begründet worden, den Begleitmusikern für ihre Lesungen. Sie war mit den Autoren Jack Kerouac und Neal Cassady befreundet, mit denen sie Haiku Gedichte tauschte.
In den 1960er-Jahren trat sie in Filmen von Steven Arnold (z. B. in Messages, Messages, welcher auf dem Filmfestival von Cannes 1969 gezeigt wurde) auf. 1996 wurde ihr eigener Film The Brink (1961) im Whitney Museum of American Art in New York und auf der Biennale von Venedig gezeigt. 1998 bei einem Beat-Generation-Festival in Prag zu Gast, reiste sie damals zum ersten Mal seit 60 Jahren wieder nach Wien.
Seitdem kehrte sie mehrere Male nach Wien zurück: Unter anderem unterrichtete sie auf Einladung von Christian Ide Hintze an der Schule für Dichtung, trat in diversen Jazzclubs sowie im Radiokulturhaus, im Literaturhaus Wien und im Amerlinghaus in Wien auf. Im Rahmen eines FWF-geförderten Forschungsprojekts entsteht an der Donau-Universität in Krems eine hybride Edition ihrer veröffentlichten Werke.
Ab 2001 verband sie eine enge Zusammenarbeit mit zentrumexil, edition exil und theater.exil. Im Oktober 2006 fand die Uraufführung einer Collage von drei Einaktern von Ruth Weiss durch das roma.theater.exil im dietheater Wien unter dem Titel No Dancing Aloud statt. Sie trat regelmäßig in San Francisco und 2000 beim Jazzfest Berlin auf. Sie reiste regelmäßig nach Europa, vor allem nach Wien, um Dichterlesungen abzuhalten, häufig in Begleitung eines Musikers.
Sie lebte mit dem Künstler Paul Blake, ihrem Lebensgefährten ab 1967, lange Jahre in Albion (Kalifornien), 250 km nördlich von San Francisco; nach einer anderen Quelle lernte sie den kleinen Ort mit heute nur 170 Einwohnern 1982 kennen. Ihr letzter Partner, der Vietnamveteran Hal Davis, lebte dort mit ihr.

## Preise und Auszeichnungen
2006 erhielt sie die Ehrenmedaille der Bundeshauptstadt Wien. 2012 wurde ihr der Preis "Die schönsten Bücher Österreichs 2012" in "Kategorie I: Allgemeine Literatur" für ihr Buch A Parallel Planet of People and Places verliehen.

## Schriften
- Steps (1958)
- Gallery of Women (Adler Press, 1959)
- South Pacific (1959)
- Blue in Green (1960)
- Light and Other Poems (1976)
- Desert Journal (1977)
- Single Out (1978)
- Romeo and Juliet (1982)
- 13 Haiku (1986)
- For These Women of the Beat (1997)
- A New View of Matter / Nový pohled na věc (Mata, Prag 1999)
- Full Circle / Ein Kreis vollendet sich (Übersetzung: Christian Loidl, edition exil, Wien 2002)
- Africa (2003)
- White is all Colors / Weiß ist alle Farben (Edition Thanhäuser, Ottensheim 2004)
- No Dancing Aloud / Lautes Tanzen nicht erlaubt (Übersetzung: Horst Spandler, edition exil, Wien 2006), mit einem Essay über Ruth Weiss von Horst Spandler
- Can't Stop the Beat: The Life and Words of a Beat Poet (2011)
- A Fool's Journey / Die Reise des Narren (2012)
- Einen Schritt Weiter im Westen ist die See, eine Auswahl mit Gedichten aus 50 Jahren, zweisprachig engl./dt., Übersetzung: Horst Spandler, Verlag Stadtlichter Presse, Wenzendorf 2012
- A Parallel Planet of People and Places. Stories and Poems. Enthält: "Just keep breathing!" Interview mit Ruth Weiss von Alexander Klug. "Ruth Weiss – Beat ist eine Lebenseinstellung" von Elias Schneitter. Edition BAES, Zirl 2012. ISBN 978-3-9503233-3-7.
- The Snake Sez Yesssss / Die Schlange sagt jetzzzzzt (2013)

sowie weitere Veröffentlichungen in mehr als 150 Anthologien und Zeitschriften wie Beatitude.

## Diskographische Hinweise
- Poetry and Allthatjazz vol.1. Live-Performance mit Doug O’Connor (Bass), Audio und Video 1990
- Poetry and Allthatjazz vol.2. Live-Performance mit den Trio Larry Vuckovich (Klavier), Omar Clay (Schlagzeug), Isla Eckinger (Bass), Audio 1993
- ruth weiss with Matthias von Hintzenstern: A New View of Matter. Aware House 2000.
- Jazz & Haiku, Absurdia Records 2018.

## Filmographie
- The Brink, von und mit Ruth Weiss, 16 mm, 40 min. b & w 1961, Video 1986
- Poet-Performer Ruth Weiss, Live-Mitschnitt, JazzFest Berlin, mit dem Trio Friedrich Legerer (Saxophon), Gerhard Graml (Bass), Stephan Brodsky (Schlagzeug), Audio 2000
- 3Farben: Weiss, Ö1, ÖBV 2004

### Dokumentarfilme
- Surprise Voyage (2001), Regie Paul Blake
- Breaking the Rules: Across American Counterculture (2006), Regie Marco Müller
- ruth weiss Meets Her Prometheus (2007), Regie Frederick Baker
- San Francisco's Wild History Groove: Underground Artists and Poets from the California Beat Era (2011), Regie Mary Kerr
- Steven Arnold: Heavenly Bodies (2019), Regie Vishnu Dass
- ruth weiss, the beat goddess (2019), Regie Melody C. Miller[5]
- One More Step West Is The Sea: ruth weiss (2021), Buch & Regie Thomas Antonic[6]

### Auftritte in Filmen
- 2006: Breaking the Rules – Across American Counterculture
- 2007: Ibéria